# さく井技能士
さく井技能士、鑿井技能士（さくせいぎのうし）とは、国家資格である技能検定制度の一種で、都道府県知事（問題作成等は中央職業能力開発協会、試験の実施等は都道府県職業能力開発協会）が実施する、さく井に関する学科及び実技試験に合格した者をいう。
なお職業能力開発促進法により、さく井技能士資格を持っていないものがさく井技能士と称することは禁じられている。
さく井技能士の役割は、水井戸や観測のための井戸、温泉井、石油井、天然ガス井といったさまざまな井戸を掘ることである。さく井工事は人力による施工法と、さく井機によるものがある。これらの知識、技能の習得がさく井技能士の職務になる。
さく井技能士は、職業訓練指導員 (さく井科) の実技試験免除資格になっている。

## 区分
さく井の中でパーカッション式さく井工事作業とロータリー式さく井工事作業に分かれる。

## 級別
パーカッション式さく井工事作業、ロータリー式さく井工事作業ともに1級、2級の別がある。

## 実技作業試験内容

### さく井 (パーカッション式さく井工事作業)
- 1級
  - 要素試験：地層の鑑定及びコンダクター管尻の止め位置の判定、ワイヤロープの耐力の判定、泥水サンプル及び充てん砂利の選定について行う。試験時間＝20分
  - ペーパーテスト：掘削地質と電気検層、ビット抑留事故への対処方法、揚水試験等について行う。試験時間＝1時間30分
- 2級
  - 要素試験：地層の鑑定及びコンダクター管尻の止め位置の判定、ワイヤロープの耐力の判定、泥水サンプル及び充てん砂利の選定について行う。試験時間＝25分
  - ペーパーテスト：掘削、ビット抑留事故への対処方法、揚水試験等に験等について行う。試験時間＝1時間30分

### さく井 (ロータリー式さく井工事作業)
- 1級
  - 要素試験：泥水の比重等の測定、地層の鑑定及びコンダクター管尻の止め位置の判定、泥水サンプル及び充てん砂利の選定について行う。試験時間＝24分
  - ペーパーテスト：掘削地質と電気検層、事故回復用工具の使用方法、揚水試験等について行う。試験時間＝1時間30分
- 2級
  - 要素試験：泥水の比重等の測定、地層の鑑定及びコンダクター管の尻の止め位置の判定、泥水サンプル及び充てん砂利の選定について行う。試験時間＝30分
  - ペーパーテスト：掘削、事故回復用工具の使用方法、揚水試験等について行う。試験時間＝1時間30分